# Мянтюхарью
Мя́нтюхарью (фин. Mäntyharju) — муниципалитет (община) в провинции Южное Саво в Восточной Финляндии.
Расположен в 174 км от Хельсинки, от Турку — в 271 км и в 45 км к югу от города Миккели на западной окраине Финского озерного района. Соседствует с муниципалитетами Хейнола, Хирвенсалми, Коувола, Миккели, Пертунмаа, Савитайпале.
Население на 31 августа 2017 года составляло 6060 человек. Занимает площадь 1210,98 км², из которых 229,23 км² приходится на водную поверхность. Плотность населения составляет 6,17 чел./км².
Почти 67 % жителей муниципалитета живут в административном центре Мянтюхарью.
В муниципалитете преобладает финский язык.

## Известные уроженцы
- Хяккянен, Антти (род. 1975) — финский общественный и политический деятель, министр юстиции Финляндии (с 2017)

## Происшествия
7 апреля 2018 года из российской железнодорожной цистерны в результате схода с рельсов состава в почву вылилось около 35 тысяч литров метилтретбутилового эфира, в результате чего был нанесён большой ущерб экологии.